# Зеллінген
Зеллінген (нім. Söllingen) — громада в Німеччині, розташована в землі Нижня Саксонія. Входить до складу району Гельмштедт. Складова частина об'єднання громад Гезеберг.
Площа — 39,41 км2. Населення становить 1620 ос. (станом на 31 грудня 2021).